# Banksiophoma
Banksiophoma is een monotypisch geslacht van schimmels uit de familie der Phaeosphaeriaceae (ascomyceten). Het bevat alleen Banksiophoma australiensis.